# Милорава, Николай Гуджуевич
Николай Гуджуевич Милорава (1911 год, село Шешелета, Сухумский округ, Кутаисская губерния — неизвестно, село Репо-Шешелети, Гальский район, Абхазская АССР, Грузинская ССР) — звеньевой колхоза имени Махарадзе Гальского района Абхазской АССР, Грузинская ССР. Герой Социалистического Труда (1948).

## Биография
Родился в 1911 году в крестьянской семье в селе Шешелета (сегодня — два отдельных населённых пункта — Реап и Шешелета) Кутаисской губернии.
После окончания местной начальной школы трудился в колхозе имени Махарадзе Гальского района, которым в послевоенные годы руководил председатель Иона Нарикович Узарашвили. В 1941 году призван в Красную Армию по мобилизации. Участвовал в Великой Отечественной войне. В последние годы войны воевал на 1-м Украинском фронте в составе строительного взвода 126-й отдельной кабельно-шестовой роты правительственной связи 21-й Армии.
После демобилизации возвратился на родину и продолжил трудиться в колхозе имени Махарадзе Гальского района, где был назначен звеньевым полеводческого звена. В 1947 году звено под его руководством собрало в среднем с каждого гектара по 77,01 центнера кукурузы на участке площадью 3 гектара. Указом Президиума Верховного Совета СССР от 21 февраля 1948 года удостоен звания Героя Социалистического Труда за «получение высоких урожаев пшеницы и кукурузы в 1947 году» с вручением ордена Ленина и золотой медали «Серп и Молот» (№ 721).
Этим же Указом званием Героя Социалистического Труда были награждены председатель колхоза Иона Нарикович Узарашвили, бригадиры Кала Кегуцаевич Дзигуа, Терентий Надаевич Квиртия и звеньевой Романоз Максимович Гаделия.
После выхода на пенсию проживал в родном селе Репо-Шешелети. Дата смерти не установлена.
Награды
- Герой Социалистического Труда
- Орден Ленина — дважды (1948; 19.04.1951)
- Медаль «За боевые заслуги» (08.03.1945)